# Nimr an-Nimr
Nimr Bakir an-Nimr (arab. نمر باقر النمر; ur. 21 czerwca 1959 w Al-Awamijja, stracony 2 stycznia 2016) – saudyjski duchowny szyicki i krytyk saudyjskiego rządu (za co został skazany na śmierć) w sprawie sytuacji szyitów w Prowincji Wschodniej Arabii Saudyjskiej.

## Życiorys
Ukończył nauki islamskie w irańskim Kom. Był jednym z najbardziej znanych szyickich duchownych w Arabii Saudyjskiej, a także miał wielu zwolenników w Bahrajnie. Przez wiele lat głosił kazania w mieście Al-Awamijja i nosił tytuł ajatollaha.
W 2011 podczas arabskiej wiosny uczestniczył w protestach. Potępił dyskryminację szyitów w kraju i domagał się dla nich pełnego obywatelstwa. Uznany za jednego z wiodących krytyków dynastii Saudów.
Został ranny podczas aresztowania 8 lipca 2012. Fotografia ukazująca go zakrwawionego z powodu tych ran obiegła cały świat. Zatrzymanie go doprowadziło do fali protestów, w wyniku których zginęły dwie osoby. On sam zdecydował się w areszcie na strajk głodowy.
W listopadzie 2014 został skazany na karę śmierci. We wrześniu 2015 sąd apelacyjny utrzymał wyrok. Został stracony 2 stycznia 2016 wraz z 46 innymi skazańcami. Jego egzekucję jako kolejny przypadek łamania praw człowieka w Arabii Saudyjskiej potępiły Unia Europejska, Stany Zjednoczone oraz władze Iranu. Placówki dyplomatyczne Arabii Saudyjskiej w Iranie zostały zaatakowane przez demonstrantów. W konsekwencji tych wydarzeń 3 stycznia 2016 Arabia Saudyjska zerwała stosunki dyplomatyczne z Iranem.